# Duals
Duals è una compilation del gruppo musicale irlandese U2, pubblicata il 21 marzo 2011 in edizione limitata.

## Storia
L'album è stato distribuito unicamente alle persone iscritte al sito ufficiale della band e contiene dei brani cantati in duetti con altri artisti. Alcuni brani musicali sono inediti realizzati appositamente per questo album.

## Tracce
1. Where the Streets Have No Name – 5:39 (U2) – Brano interpretato dagli U2 e il Soweto Gospel Choir
2. The Wanderer – 4:44 (testo: Bono – musica: U2) – Brano interpretato dagli U2 e Johnny Cash
3. Falling at Your Feet – 4:55 (Bono e Danny Lenois) – Brano interpretato dagli U2 e Danny Lenois
4. Miss Sarajevo – 5:44 (Passengers) – Brano interpretato dai Passengers e Luciano Pavarotti
5. Slow Dancing – 4:01 (testo: Bono e The Edge – musica: U2) – Brano interpretato dagli U2 e Willie Nelson
6. The Saints Are Coming – 3:22 (Richard Jobson, Stuart Adamson) – Brano interpretato dagli U2 e Green Day
7. Sunday Bloody Sunday (live da Auckland) – 4:30 (testo: U2 e Jay-Z – musica: U2) – Brano interpretato dagli U2 e Jay-Z
8. One – 4:22 (testo: Bono – musica: U2) – Brano interpretato dagli U2 e Mary J. Blige
9. When Love Comes to Town – 4:15 (testo: Bono – musica: U2) – Brano interpretato dagli U2 e B.B. King
10. Stuck in a Moment You Can't Get Out Of (live dal Rock and Roll Hall of Fame) – 4:29 (testo: Bono e The Edge – musica: U2) – Brano interpretato dagli U2 e Mick Jagger
11. The Ballad of Ronnie Drew – 4:51 (testo: Robert Hunter, Bono, The Edge, Simon Carmody – musica: U2, The Dubliners, Kila) – Brano interpretato dagli U2, The Dubliners, Kila, A Band of Bowsies
12. I'm Not Your Baby – 5:50 (testo: Bono – musica: U2) – Brano interpretato dagli U2 e Sinéad O'Connor
13. Stranded (Haiti Mon Amour) – 4:22 (Bono, The Edge, Jay-Z) – Brano interpretato da Jay-Z, Bono, The Edge, Rihanna
14. Drunk Chicken / America – 1:34 (testo: Allen Ginsberg – musica: U2) – Brano interpretato dagli U2 e Allen Ginsberg
15. Amazing Grace – 1:34 (testo: John Newton – musica: William Walker) – Brano interpretato dagli U2 e Soweto Gospel Choir[3]

Durata totale: 64:12